# Edificio Bank of America
El Bank of America es un edificio de oficinas de estilo moderno, actualmente ocupado por el Instituto Tecnológico de Buenos Aires. Se encuentra en la esquina noroeste del cruce de las calles San Martín y Tte. Gral. Juan D. Perón, junto al Museo Numismático del Banco Central, dentro del microcentro del barrio de San Nicolás, en Buenos Aires, Argentina.
Fue proyectado por los estudios de arquitectura de Mario Roberto Álvarez y Asociados y de Aslan y Ezcurra, y comenzó a construirse en 1963, siendo inaugurado en 1965.
El edificio posee dos subsuelos, destinados a cocheras, una planta baja y un primer piso destinados en conjunto a la sucursal del banco, un segundo piso de oficinas VIP y luego, siete pisos de planta libre destinados a oficinas. En la fachada se destaca el muro cortina vidriado realizado con perfiles de bronce, y las dos columnas de hormigón sobre la calle Perón.
El gran bloque vidriado comienza en el primer piso y es interrumpido en el segundo, para continuar entre los pisos tercero y noveno. La entrada es por un pequeño jardín, y está retirada de la línea de fachada, proveyendo un espacio de circulación pública en una calle con veredas muy angostas. En la planta baja está el hall de acceso vidriado, comunicado mediante una escalera mecánica con el primer piso (sector de atención al público), y mediante tres ascensores y dos escaleras, a los pisos de oficinas (del segundo al noveno). En el segundo piso, se interrumpe la fachada vidriada para dar lugar a una terraza con un pequeño jardín, donde están las oficinas del directorio. El resto de los pisos son de planta libre, en donde las oficinas pueden estructurarse de manera plástica mediante paneles. Cada piso posee un sector de sanitarios. Por último, el comedor se ubica en el décimo piso, y arriba está la sala de máquinas.
El sector de circulación vertical y los sanitarios está ubicado contra la medianera de la calle San Martín, de manera que quede la mayor superficie posible de planta aprovechable para las oficinas.